# Retention (Recht)
Retention (aus lateinisch retenere, ‚zurückhalten‘ oder ‚zurückbehalten‘) ist in der deutschen Rechtswissenschaft der veraltete Ausdruck für das heutige Zurückbehaltungsrecht, der als Rechtsbegriff in Österreich und der Schweiz noch heute benutzt wird.  

## Etymologie
Das Zurückhalten, Zurückbehalten oder nicht Herausgeben (lateinisch retinere) betrifft sowohl die Absicht des zeitlich begrenzten Zurückhaltens als auch das dauerhafte Zurückbehalten. Erhielt im römischen Recht der Verkäufer nicht sofort den Kaufpreis, konnte er die Ware eine Zeit lang behalten (lateinisch retinere potest). Hieraus definierte sich das Retentionsrecht als das Recht des Besitzers einer Sache, dem Eigentümer die Herausgabe derselben bis zur Erfüllung einer Verbindlichkeit zu verweigern.
Einem Kaufmann stand gemäß Art. 241 Abs. 1 ADHGB vom Mai 1861 gegen einen anderen Kaufmann wegen fälliger Forderungen ein Retentionsrecht an allen beweglichen Sachen des Schuldners zu (Unternehmerpfandrecht). Zum Retentionsrecht gehörten später alle gesetzlichen Pfandrechte und kaufmännischen Zurückbehaltungsrechte.

## Schweiz und Österreich
Im Schweizer Recht ist der Begriff der Retention ein heute geläufiger Rechtsbegriff. Bewegliche Sachen und Wertpapiere, die sich mit Willen des Schuldners im Besitz des Gläubigers befinden, kann dieser gemäß Art. 895 ZGB bis zur Befriedigung für seine Forderung zurückbehalten, wenn die Forderung fällig ist und ihrer Natur nach mit dem Gegenstand der Retention in Zusammenhang steht. Der Gläubiger hat das Retentionsrecht, soweit nicht Dritten Rechte aus früherem Besitz zustehen, auch dann, wenn die Sache, die er in gutem Glauben empfangen hat, nicht dem Schuldner gehört. Bei Zahlungsunfähigkeit des Schuldners hat der Gläubiger das Retentionsrecht auch dann, wenn seine Forderung nicht fällig ist (Art. 897 Abs. 1 ZGB). Im schweizerischen Schuldbetreibungs- und Konkursrecht berechtigt das Retentionsrecht zu einer Betreibung auf Pfandverwertung (Art. 37 Abs. 2 in Verbindung mit Art. 151 ff. SchKG).
Auch in Österreich setzt das Retentionsrecht des § 471 ABGB einen Rechtsanspruch auf Aufwandsersatz voraus, der auf einer Vereinbarung oder auch auf einem tatsächlich gemachten Aufwand für ein Kraftfahrzeug beruhen kann. Dies gilt grundsätzlich auch dann, wenn nicht der Eigentümer des Fahrzeugs als Werkbesteller auftritt, sondern ein Dritter, der über das Fahrzeug verfügungsbefugt ist. Nach demselben Urteil sind gemäß § 1440 ABGB allerdings (unter anderem) in Verwahrung genommene Stücke kein Gegenstand der Zurückbehaltung, weshalb der Verwahrer die Zurückstellung der verwahrten Sache nicht unter Berufung auf ein ihm zustehendes Zurückbehaltungsrecht verweigern darf. Durch diese Bestimmung soll ein Missbrauch des Retentionsrechts verhindert werden.

## Retentionsrecht und Zurückbehaltungsrecht
Zwischen dem schweizerischen und österreichischen Retentionsrecht und dem deutschen Zurückbehaltungsrecht des § 273 BGB besteht ein wesentlicher Unterschied, denn letzteres hat lediglich schuldrechtlichen Charakter und kann auch vertraglich vereinbart werden.